# Atrachea nitens
Atrachea nitens är en fjärilsart som beskrevs av Butler 1878. Atrachea nitens ingår i släktet Atrachea och familjen nattflyn. Inga underarter finns listade i Catalogue of Life.